# (4865) Sor
(4865) Sor ist ein Asteroid des äußeren Hauptgürtels, der am 18. Oktober 1988 vom japanischen Amateurastronomen Tsutomu Seki am Geisei-Observatorium (IAU-Code 372) in der Präfektur Kōchi entdeckt wurde. Eine Sichtung des Asteroiden hatte es vorher schon am 8. Oktober 1977 unter der vorläufigen Bezeichnung 1977 TZ5 am Krim-Observatorium in Nautschnyj gegeben.
Der Asteroid gehört zur Eos-Familie, einer Gruppe von Asteroiden, welche typischerweise große Halbachsen von 2,95 bis 3,1 AE aufweisen, nach innen begrenzt von der Kirkwoodlücke der 7:3-Resonanz mit Jupiter, sowie Bahnneigungen zwischen 8° und 12°. Die Gruppe ist nach dem Asteroiden (221) Eos benannt. Es wird vermutet, dass die Familie vor mehr als einer Milliarde Jahren durch eine Kollision entstanden ist. Die zeitlosen (nichtoskulierenden) Bahnelemente von (4865) Sor sind fast identisch mit denjenigen der beiden kleineren, wenn man von der Absoluten Helligkeit von 15,5 und 16,4 gegenüber 12,4 ausgeht, Asteroiden (169205) 2001 RS82 und (546453) 2010 VK158.
(4865) Sor wurde nach am 21. November 1991 nach dem spanischen Gitarristen Fernando Sor (1778–1839) benannt.